# VD 18
فهرست کتابهای چاپ‌شده در کشورهای آلمانی‌زبان در قرن هجدهم (آلمانی: Verzeichnis der im deutschen Sprachraum erschienenen Drucke des 18. Jahrhunderts) که به اختصار «VD 18» گفته می‌شود، پروژه‌ای برای ایجاد فهرست کتابشناسی ملی آلمانی به‌صورت گذشته‌نگر برای قرن هجدهم میلادی است. این پروژه در حال حاضر در دست ساخت است و پس از تکمیل، تمام آثار منتشر شده بین سال‌های ۱۷۰۱ و ۱۸۰۰ در مناطق آلمانی‌زبان یا آلمانی را فهرست می‌کند. تا امروز (فوریه ۲۰۱۸)، ۱۷۸۰۰۰ تک نگاری، ۹۵۰۰ اثر چند جلدی و ۳۳۰۰ مجله ضبط و دیجیتالی شده‌است. این پروژه‌ همچنین یک کتابخانه ملی مجازی جامع قرن هجدهم ارائه خواهد کرد.